# F.C.V. Dender E.H.
Verbroedering Dender Eendracht Hekelgem là một câu lạc bộ bóng đá Bỉ đặt trụ sở tại Denderleeuw. Sân nhà của Dender là sân vận động Florent Beeckman ở Denderleeuw

## Thành tích
- Giải bóng đá hạng hai Bỉ:
  - Vô địch (1): 2006-07
- Giải vô địch bóng đá hạng ba A Bỉ:
  - Vô địch (1): 2005-06

## Cầu thủ

### Đội hình hiện tại
Tính đến 19/6/2024.
Ghi chú: Quốc kỳ chỉ đội tuyển quốc gia được xác định rõ trong điều lệ tư cách FIFA. Các cầu thủ có thể giữ hơn một quốc tịch ngoài FIFA.
| Số | VT | Quốc gia | Cầu thủ                   |
| -- | -- | -------- | ------------------------- |
| 1  | TM | Pháp     | Guillaume Dietsch         |
| 3  | HV | Bỉ       | Joedrick Pupe             |
| 4  | HV | Bỉ       | Kjetil Borry              |
| 5  | HV | Bỉ       | Dylan Ragolle             |
| 7  | TĐ | Bỉ       | Ridwane M'Barki           |
| 8  | TV | Bỉ       | Jasper Van Oudenhove      |
| 9  | TĐ | Bỉ       | Michaël Lallemand         |
| 10 | TV | Bỉ       | Lennard Hens (đội trưởng) |
| 12 | TV | Bỉ       | Antoine De Bodt           |
| 13 | TM | Bỉ       | Julien Devriendt          |
| 16 | TV | Bỉ       | Kéres Masangu             |
| 17 | TĐ | Cameroon | Abdoulaye Yahaya          |

| Số | VT | Quốc gia   | Cầu thủ                            |
| -- | -- | ---------- | ---------------------------------- |
| 18 | TV | Bỉ         | Nathan Rodes                       |
| 19 | TĐ | Thổ Nhĩ Kỳ | Ali Akman                          |
| 21 | HV | Bỉ         | Kobe Cools                         |
| 22 | HV | Bỉ         | Gilles Ruyssen                     |
| 23 | TV | Bỉ         | Desmond Acquah (mượn từ OH Leuven) |
| 77 | TĐ | Bỉ         | Bruny Nsimba                       |
| 78 | HV | Pháp       | Bryan Goncalves                    |
| 88 | HV | Bỉ         | Fabio Ferraro                      |
| 98 | TĐ | Bỉ         | Jordy Soladio                      |
| —  | TV | Slovakia   | David Hrnčár                       |
| —  | TĐ | Bỉ         | Mohamed Berte                      |

### Cho mượn
Ghi chú: Quốc kỳ chỉ đội tuyển quốc gia được xác định rõ trong điều lệ tư cách FIFA. Các cầu thủ có thể giữ hơn một quốc tịch ngoài FIFA.
| Số | VT | Quốc gia | Cầu thủ                                                      |
| -- | -- | -------- | ------------------------------------------------------------ |
| —  | TV | Bỉ       | Danny Fofana (tại UR Namur cho đến ngày 30 tháng 6 năm 2024) |